# Stony River
Stony River é uma Região censo-designada localizada no estado americano de Alasca, no Condado de Berrien.

## Demografia
Segundo o censo americano de 2000, a sua população era de 61 habitantes.

## Geografia
De acordo com o United States Census Bureau, a localidade tem uma área de 12,9 km², dos quais 9,4 km² cobertos por terra e 3,5 km² cobertos por água.

## Localidades na vizinhança
O diagrama seguinte representa as localidades num raio de 88 km ao redor de Stony River.